# Desoxythymidin
Desoxythymidin (dT) ist das aus der Nukleinbase Thymin und der Pentose D-Desoxyribose aufgebaute Nukleosid, das als üblicher Bestandteil von Desoxyribonukleinsäure (DNA) vorkommt.
Oft wird es mit dem noch gebräuchlichen älteren Trivialnamen auch kurz Thymidin genannt, sollte jedoch nicht mit Ribothymidin verwechselt werden, dem aus Thymin und Ribose aufgebauten Nukleosid, das als seltener Bestandteil von Ribonukleinsäure (RNA) beispielsweise in tRNA-Molekülen auftritt.
Das in Desoxythymidin enthaltene Thymin bildet in einem Doppelstrang von DNA ein Basenpaar mit der Nukleinbase Adenin des Nukleosids Desoxyadenosin (dA).

Die Nukleinbasen Adenin (A) und Thymin (T) bilden ein Basenpaar über zwei Wasserstoffbrücken

## Isomere und Analoga
Isomere und Derivate des Desoxythymidins werden arzneilich als Virostatika eingesetzt, so etwa 
- Azidothymidin (AZT), das in Position 3' statt der Hydroxygruppe eine Azidgruppe trägt,
- Telbivudin, das L-Enantiomer des Desoxythymidins,
- und dessen in Position 2' fluorierter Abkömmling Clevudin.